# 금봉로 (나주시)
금봉로(Geumbong-ro)는 전라남도 나주시 봉황면 봉황면죽석리교차로에서 금천면을 잇는 도로이다.

## 주요 경유지
전라남도
- 나주시 (봉황면 . 금천면)

## 노선
| 이름                | 접속 노선                        | 소재지 | 소재지 | 비고 |
| ------------------- | -------------------------------- | ------ | ------ | ---- |
| (이름없음)          | 금영로                           | 나주시 | 금천면 |      |
| 춘정교              |                                  | 나주시 | 금천면 |      |
| (이름없음)          | 문화로                           | 나주시 | 금천면 |      |
| 송현 교차로         | 국가지원지방도 제55호선 (지평로) | 나주시 | 봉황면 |      |
| 유곡교              |                                  | 나주시 | 봉황면 |      |
| 봉황면죽석리 교차로 | 세남로                           | 나주시 | 봉황면 |      |

## 주요 건물 및 시설
- 봉황옥산보건진료소 (금봉로 288/옥산리 350)